# De La Soul
A De La Soul egy amerikai hiphop-együttes, amelyet 1987-ben alapítottak a New York-i Long Islanden. Az együttes jelentősen hozzájárult a jazz rap és alternatív hiphop műfajok fejlődéséhez.
Tagjai Kelvin Mercer (Posdnuos, Mercenary, Plug Wonder Why, Plug One), David Jude Jolicoeur (Trugoy the Dove, Dave, Plug Two) és Vincent Mason (P.A. Pasemaster Mase, Maseo, Plug Three). A középiskolában alapított együttes demófelvétele felkeltette Paul Huston (Prince paul) producer figyelmét. Bemutatkozó albumukat, a játékos, szellemes 3 Feet High and Rising című lemezt a hiphop mesterművének kiáltották ki. Ez lett az együttes mai napig legsikeresebb albuma: a későbbi lemezek jóval kisebb példányszámban keltek el annak ellenére, hogy nagyon jó kritikákat kaptak.
A De La Soul számos más hiphop előadóra hatással volt, mint Camp Lo, The Black Eyed Peas és Digable Planets. Mos Def rapper/színész pályájának elejét is befolyásolták.
2006-ban Grammy-díjat nyertek a Gorillazzal közös "Feel Good Inc." című kislemezükért.

## Diszkográfia
- 3 Feet High and Rising (1989)
- De La Soul Is Dead (1991)
- Buhloone Mindstate (1993)
- Stakes Is High (1996)
- Art Official Intelligence: Mosaic Thump (2000)
- AOI: Bionix (2001)
- De La Mix Tape: Remixes, Rarities and Classics (2004)
- The Grind Date (2004)
- The Impossible: Mission TV Series – Pt. 1 (2006)
- Are You In?: Nike+ Original Run (2009)
- The Impossible Mission: Operation Japan (2009)
- You're Welcome (2010)

## Fordítás
- Ez a szócikk részben vagy egészben a De La Soul című angol Wikipédia-szócikk ezen változatának fordításán alapul.  Az eredeti cikk szerkesztőit annak laptörténete sorolja fel. Ez a jelzés csupán a megfogalmazás eredetét és a szerzői jogokat jelzi, nem szolgál a cikkben szereplő információk forrásmegjelöléseként.